# Kiss Me (canção de Ed Sheeran)
"Kiss Me" é uma canção escrita e gravada pelo cantor e compositor inglês Ed Sheeran junto com Justin Franks e Julie Frost para o seu primeiro álbum de estúdio, + (2011), no qual apareceu como a décima primeira faixa. A música foi produzida por Sheeran e No I.D. De acordo com Sheeran, a letra da música descreve a relação entre dois melhores amigos, que se apaixonaram um pelo outro. O menino se apaixona primeiro e demora um pouco para a menina sentir o mesmo e, no final, ela sente. O casal é na verdade os padrinhos de Sheeran e ele explica o significado por trás da música durante o festival iTunes de 2012.

## Créditos e pessoal
Os créditos seguintes foram adaptados do encarte do álbum + (2011):
- Ed Sheeran — vocais, guitarra acústica, guitarra elétrica, composição, produção
- No I.D. — programação

## Desempenho nas tabelas musicais
Tabelas semanais
| País — Tabela musical (2011)                                | Posição de pico |
| ----------------------------------------------------------- | --------------- |
| Irlanda — Singles Top 50 (IRMA)                             | 94              |
| Nova Zelândia — Top 40 Singles (RMNZ)                       | 29              |
| Estados Unidos — Bubbling Under Hot 100 Singles (Billboard) | 20              |

Certificações e vendas
| Região — Associação (Vendas)      | Certificação |
| --------------------------------- | ------------ |
| Canadá — Music Canada (80 000)    | Platina      |
| Dinamarca — FIIF (45 000)         | Ouro         |
| Estados Unidos — RIAA (2 000 000) | 2× Platina   |
| Reino Unido — BPI (600 000)       | Platina      |